# José Florencio Guzmán
Pour les articles homonymes, voir Guzmán.
 (septembre 2017).
Si vous disposez d'ouvrages ou d'articles de référence ou si vous connaissez des sites web de qualité traitant du thème abordé ici, merci de compléter l'article en donnant les références utiles à sa vérifiabilité et en les liant à la section « Notes et références ».
José Florencio Guzmán Correa (né à Santiago du Chili le 22 juin 1929 et mort le 16 septembre 2017 dans la même ville [réf. nécessaire]) est un avocat et homme politique chilien. 
Ministre de la Défense d'août 1998 à juin 1999 et ambassadeur en Argentine de juin 1999 à mai 2000.